# Zjivko Tsjingo
Zjivko Tsjingo (Macedonisch: Живко Чинго, (Velgosti (nabij Ohrid), 13 augustus 1935 - 11 augustus 1987) was een Macedonische schrijver.